# Шамси (царица)

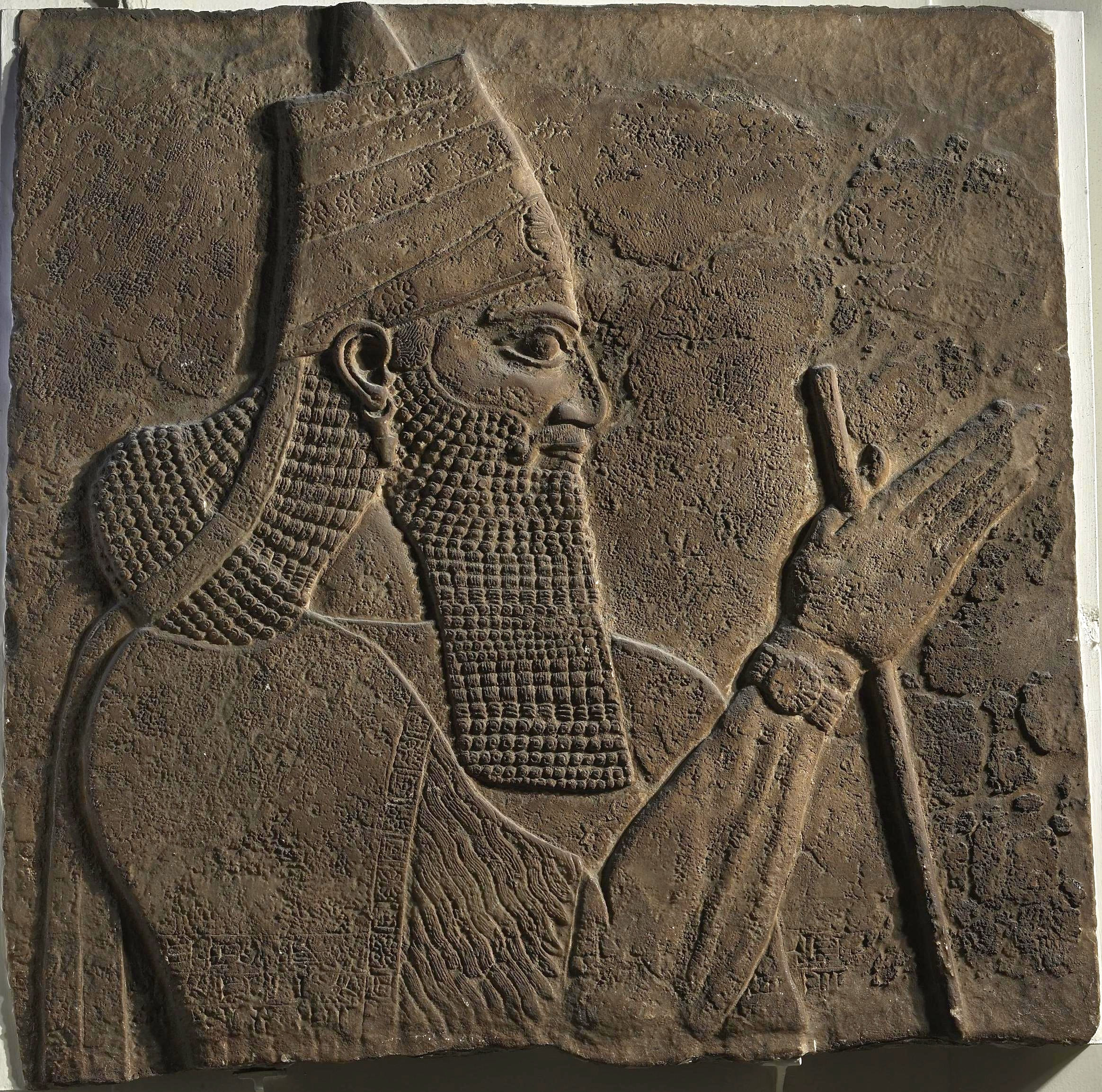
Тиглатпаласар III

Шамси (Самси, от араб. شمسي‎ — «мое солнце») — аравийская царица ("Царица арабов"), правившая в VIII веке до н. э.
В союзе с правителем Дамаска Рахиану около 716 года до н. э. она воевала с ассирийским царём Тиглатпаласаром III. Её армия потерпела сокрушительное поражение, однако она сама невредимая покинула поле боя. Затем Шамси поехала в Ассирию отдать дань её царю, после чего ей было дозволено править под надзором ассирийцев.